# Långtjärnen (Järnboås socken, Västmanland)
Långtjärnen är en sjö i Nora kommun i Västmanland och ingår i Norrströms huvudavrinningsområde.